# Émulation sportive du Grau-du-Roi
 (août 2023).
Actualités
L'Émulation sportive du Grau-du-Roi est un club français de football basé au Grau du Roi et fondé en 1935.
Ils évoluent depuis la saison 2023-2024 en Régional 1, sixième division du football français.

## Histoire
L'ES Grau-du-Roi a été fondé en 1935. Le club évolue en cinquième division entre les saisons 1984-1985 et 1993-1994, à l’exception de la saison 1992-1993, au cours de laquelle il atteint la quatrième division (le plus haut niveau jamais disputé par le club). Cette performance historique sera suivie de deux relégations successives. Néanmoins, l’ES Grau-du-Roi parvient à retrouver le National 3 dès la saison 1996-1997.
Le club se distingue lors de la Coupe de France 1997-1998 en atteignant les huitièmes de finale, une performance notable dans son histoire. L’ES Grau-du-Roi est éliminé à ce stade de la compétition par le Istres FC, au terme d’une séance de tirs au but.
En 2017, l'ES Grau-du-Roi traverse une grave crise financière. Pour venir en aide au club, son ancien président, Michel Mézy, organise une initiative originale : il offre onze maillots portés et dédicacés par des footballeurs professionnels de renom, parmi lesquels Zinédine Zidane, Antoine Griezmann et Neymar. Ces maillots sont mis en vente afin de récolter des fonds et tenter de sauver le club.

### Présidence de Grégory Mézy
Sous la houlette de Michel Mézy qui a sauvé le club, Grégory Mézy, son fils, s'installe à la direction avec pour objectif de ramener les grauléens à leur niveau d'antan.
Le club enchaîne les promotions successives de 2018 à 2023 passant de Départemental 2 au Régional 1 en seulement quatre saisons et attire comme entraîneur Nicolas Guibal auparavant auteur de la remontée du Sporting Club sétois en National. Lors de cette saison, le club termine 4ème du championnat.
Pour la saison 2024-2025, Sébastien Peredes et Morgan Marion sont nommés entraîneurs de l’équipe première. Le duo atteint le 7ᵉ tour de la Coupe de France de football 2024-2025, où le club est éliminé sur le score de 2-0 par l’AS Cannes, pensionnaire de National 2, qui atteindra par la suite les demi-finales de la compétition.
En championnat, l’ES Grau-du-Roi termine à la deuxième place de Régional 1 Occitanie, au terme d’une saison marquée par une lutte serrée entre deux équipes. Toutefois, cette position ne permet pas l’accession au niveau supérieur, malgré des résultats conformes aux standards habituels d’une montée. La première place ne garantissait pas également une promotion directe cette année-là, n'étant synonyme que de barrage d’accession, en raison des réformes structurelles du football français.
Le club entamera donc, lors de la saison 2025-2026, sa troisième saison consécutive dans ce championnat.

## Image et identité

### Couleurs et maillots
Les couleurs du clubs sont le bleu et le jaune et son équipementier lors de la saison 2025-2026 est Macron.

## Palmarès
| Compétitions nationales | Compétitions régionales                                                                            |
| - National 2 - Meilleure performance : 9e (Gr. H) en 1992-1993 - Coupe de France - Meilleure performance : 1/8e de finaliste en 1997-1998 | - Coupe Gard-Lozère (4 titres) - Vainqueur : 1989, 1991, 1993, 2000 - Finaliste : 1984, 1988, 2018 |

## Structures du club

### Stades
Le stade principal du club est le stade Michel Mézy au Grau du Roi qui bénéficie d'une capacité de 3 500 places.

### Aspects juridiques et économiques
Organigramme ,
| Direction | Sportif |
| --- | --- |
| Président : Grégory Mézy Secrétaire général : David Nouyrigat Secrétaire général adjoint : Jérôme Navarro Trésorière : Caroline Gros | Entraîneur : Morgan Marion Staff : Jessy Atsmane Entraîneur des gardiens : Cyrille Martin Intendant : Michel Massard |

## Joueurs et personnalités

### Présidents
| Nom                 | Période   |
| ------------------- | --------- |
| Guy Fromental       | 2009-2014 |
| Jean Pierre Perrier | 2014-2017 |
| Julien Cancé        | 2017-2018 |
| Grégory Mézy        | 2018-     |

### Entraîneurs
| Nom                             | Période   |
| ------------------------------- | --------- |
| Mickael Metais                  | 2022-2023 |
| Nicolas Guibal                  | 2023-2024 |
| Sébastien Pérédes Morgan Marion | 2024-2025 |
| Morgan Marion                   | 2025-     |

### Joueurs emblématiques
Christian Sarramagna dispute deux saisons avec l'ES Grau-du-Roi. L'équipe monte en division d'honneur et remporte la coupe Gard-Lozère.
 Christian Sarramagna

 Mansour Assoumani

 Seydou Koné

 Benjamin Psaume

 Jérôme Palatsi

 Nicolas Benezet

 Stéphane Belhomme

 Cyril Jeunechamp

 Steve Haguy

## Autres équipes
L'équipe réserve évolue en Départemental 2 lors de la saison 2025-2026.
Les équipes de jeunes évoluent aux niveaux Régional de la Ligue d'Occitanie et du district du Gard-Lozère.